# Ralph Houk
Ralph George Houk (* 9. August 1919 in Lawrence, Kansas; † 21. Juli 2010 in Winter Haven, Florida) war ein US-amerikanischer Baseballspieler und -manager der Major League Baseball (MLB). Sein Spitzname war Major.

## Biografie
Bereits 1939 wurde Ralph Houk von den New York Yankees im Amateur Draft verpflichtet, begann seine Karriere in den Major Leagues erst 1947 nach dem Ende seiner Militärdienstzeit. Zu Beginn der Saison bestritt er 41 Spiele mit einem respektablen Schlagdurchschnitt, aber durch die Verpflichtung von Yogi Berra auf der Position des Catchers verbrachte Houk den Großteil seiner Karriere in den Minor Leagues. Für die Yankees bestritt er in den folgenden sieben Jahren nur 50 weitere Spiele als Ersatzmann von Yogi Berra.
Danach begann seine Karriere als Manager, zuerst in den Minor Leagues, dann als Coach bei den Yankees. 1961 übernahm er den Managerposten von Casey Stengel. 1961 und 1962 gewann er mit den Yankees die World Series, 1963 den American-League-Titel. Nach einem glücklosen Zwischenspiel als Vice President und General Manager der Yankees übernahm er 1966 wieder den Managerposten des Teams bis 1973. Weitere Stationen bei den Detroit Tigers und den Boston Red Sox folgten. Am 25. September 1984 kündigte er seinen Rücktritt zum Saisonende 1984 an. Ein Kuriosum ist, dass Houk bei seinen Managerstationen nie gefeuert wurde.
Im November 1986 ernannten ihn die Minnesota Twins zum Vice President ihrer Organisation, mit Hilfe seiner guten Ratschläge konnten die Twins die World Series 1987 gewinnen.